# Frisó antic
El frisó antic és una llengua germànica occidental parlada entre els s. VIII i XVI a l'àrea entre el Rin i l'Elba a la costa de la mar del Nord europea. El que sabem de l'idioma dels primers habitants de la zona (els frisis citats per Tàcit) es basa només en uns pocs topònims i antropònims. El frisó antic evolucionà cap al frisó mitjà parlat entre els s. XVI i XIX.
En l'alta edat mitjana, Frísia s'estén des de l'àrea de Bruges, a l'actual Bèlgica, fins al riu Weser, al nord d'Alemanya. En aquella època, l'idioma frisó es parlava al sud de la costa de la mar del Nord. Aquesta zona és denominada Gran Frísia, i moltes de les àrees que conté encara atresoren l'herència frisona. Per l'any 1300, però, el seu territori retrocedí fins a Zuyder Zee i l'idioma frisó sobreviu al llarg de la costa només com un substrat.
La gent del que hui és el nord d'Alemanya i Dinamarca que s'assentaren a Anglaterra de l'any 400 ençà, provenien de la mateixa regió i parlaven més o menys la mateixa llengua de la gent que vivia a Frísia; per tant, hi ha una estreta relació entre el frisó antic i l'anglosaxó.